# San Martino sulla Marrucina
San Martino sulla Marrucina – miejscowość i gmina we Włoszech, w regionie Abruzja, w prowincji Chieti.
Według danych na rok 2004 gminę zamieszkiwało 980 osób, 140 os./km².